# 三侠五義
三侠五義（さんきょうごぎ）は、中国清代に石玉崑によって作られた通俗小説。北宋時代に実在した名裁判官である包拯と侠客の活躍を描く、公案小説と武侠小説をあわせたような作品である。
成立には『龍図公安』、あるいは『包公案』と呼ばれる公案などの影響が見られる。また、兪樾（ゆえつ、エツは木偏に越）が内容を若干改変した上、『七侠五義』を執筆している。また、続編に『小五義』、『続小五義』なども製作されている。
兪樾によってタイトルが『七侠五義』と変更されたのは、登場する侠客として南侠（展昭）・北侠（欧陽春）・双侠（丁兆蘭、丁兆蕙）をさして「三侠」としているが、丁兄弟の存在で実質が四人であることで計算が合わない。そこで、智化・艾虎・沈仲元の三人を加え「七侠」としたため。実際、「三」や「五」という数字は中国で慣用的に使われる数字であることから、そう深い意味はない。

## 概要
物語前半は包拯を主人公として、彼の裁判を侠客たちが手助けするエピソードが語られる。この部分は幽霊が無念を果たすため訴え出るだとか、ある人とある人の魂が入れ替わるなどと怪奇小説じみているが、複雑な事件を包拯が推理で解決するミステリとして読めなくもない（拷問による自白を最終的な証拠とすることが多く、ミステリとしての部分は少ない）。
中盤以後は侠客や五義らがメインに活躍し、悪人を懲らしめるエピソードが語られる。しかし、物語は侠客たちが集合し、襄陽王を倒す相談をするところで唐突に終了。後のエピソードは『小五義』に収録されている。

## 登場人物

### 主人公
包拯（ほうじょう）
実在した北宋の政治家であり、字は「文正」。もっぱら包公と尊称されることが多い。色黒で子供のころはひどく寡黙であったが、誰に教わったわけでもないのに四書五経を暗誦できた天才児だった。
その正体は仁宗を助けるために天下った「星主」と呼ばれる者の一人であり常人ではない。公正無私な裁判をすることで名判官として知られ、侠客たちが彼を慕い集まってくる。主な活躍として、真宗皇帝を生き別れになっていた母親に会わせたこと等。

### 三侠（七侠）
物語で活躍する侠客たち。いずれも義侠心に厚く、立派な行いをする。「三侠」あるいは「七侠」とひとくくりにされているが、全員が義兄弟であるとか特別のつながりはない。
展昭（てんしょう）
南侠と称される侠客であり、剣術・隠し矢・軽業の達人。特にその身軽さによって皇帝から「御猫」との異名を授かっている。初登場は、科挙を受験しようと上京する包拯と出会うシーン。その後、幾度か包拯の危機を救い、御前四品帯刀護衛に任命される。「御猫」の通り名のため、五鼠の白玉堂から戦いを挑まれたりもしている。
字（あざな）は「熊飛」。
欧陽春（おうようしゅん）
北侠と称される人物で、主に刀を使用する。碧眼と紫髭といった特徴的な容貌をしており、紫髯伯とも呼ばれている。物語の途中で、小侠こと艾虎の義父となる。放浪癖があり、趣味は遺跡などの観光で、これにはあまり惜しみなく金銭を使う。登場は物語り半ばと早い方ではないが、花蝴蝶の捕縛に絡んだり、白玉堂と諍いになったりと、活躍はかなり多い。
丁兆蘭（ていちょうらん）
双子の弟の丁兆蕙とともに双侠と呼ばれる人物。茉花村に住んでおり、白玉堂と展昭の対立の時は展昭に協力した。基本的に茉花村で生活しているため、出番は少なめ。
丁兆蕙（ていちょうけい）
兄とともに双侠と呼ばれる侠客。おとなしい兄と違って行動派。義侠心に厚く、借金取りに苦しんでいる庶民を救うため、金貸しの家へ盗人に入ったりしている。
艾虎（がいこ）
年は若く、いまだ少年ながらも小侠と呼ばれる人物。もともとは覇王荘の従僕をしていた。智可に弟子入りし、のちのちは欧陽春の気に入られ義理の親子関係を結ぶ。欧陽春、智化とともに不正を働く馬強を陥れるための計画に参加。少年ながらも開封府で証言をし、拷問にも屈さなかった。酒が大好きで、よく酒のために失敗することが多い。
智化（ちか）
黒妖狐と呼ばれる侠客。艾虎の師匠であり、かなり智慧も働く人物。覇王荘の食客だったが、不正を働く馬強を陥れたりする。
沈仲元（ちんちゅうげん）
諸葛孔明になぞらえ、小諸葛と呼ばれる侠客。もともと不正役人・馬強の覇王荘の食客であり、のちには悪役である襄陽王に仕える人物。たいてい敵側の組織に所属しているが、これは内部から侠客たちに情報を与えるため。白玉堂などは沈仲元の助言を無視したために無残な最期を遂げることになる。

### 五義
陥空島に住む五人の侠客たちであり、義兄弟の契りを結んでいる。全員のあだ名に「鼠」がついていることから、「五鼠」（ごそ）とも呼ばれる。
盧方（ろほう）
五鼠の最年長。鑽天鼠のあだ名を持ち、棹のぼりを得意とする。富豪であり、彼を中心にのこりの五鼠たちが集まった。無鉄砲な行動をする白玉堂に悩まされていることが多い。
韓彰（かんしょう）
五兄弟の次兄。撤地鼠のあだ名を持ち、もと軍人で溝掘りや火薬の扱いが得意。また、毒矢を使うこともあり包拯の部下である王朝に重傷を負わせた。蒋平と仲たがいし、一時的に五鼠の他のメンバーから離れてしまっていたが、後にメンバーに復帰。花蝴蝶の捕縛に大活躍した。
徐慶（じょけい）
五兄弟の三兄。穿山鼠のあだ名を持ち、もと鍛冶屋で山に18もの洞穴を開いた。短気で粗暴な人物であり、あまり交渉ごとや隠密作戦には向いていない。白玉堂が殺された時は誰よりも悲しみ、腹いせにトウ車の両目を抉り取った。
蔣平（しょうへい）
五兄弟の四兄で、字は沢長。翻江鼠のあだ名を持ち、水泳が得意。また智慧も回り、作戦の立案を担当することが多いが、痩せて顔色が悪く半病人のように見えることから初対面の人間からは軽く見られることが多い。水中戦に強いという特技がかなり便利であり、立案能力が高いため他の兄弟に比べ活躍の場面は格段に多い。
白玉堂（はくぎょくどう）
五兄弟の末弟。錦毛鼠のあだ名を持ち、兄たちのように一芸に秀でているわけではないが、文武両道でかなりの美男子。性格は傲慢で残虐、自尊心が強く、短気でトラブルを発展させることも多い。もとは展昭が「御猫」という自分達より強そうなあだ名を名乗ることが許せず、展昭と対立。後には北侠・欧陽春に出頭を命じる際に傲慢な態度に出たことから、こてんぱんにのされてしまっている。沈仲元の忠告を無視したため、無残な最期を遂げた。

## 日本語訳等
- 石玉崑作『三俠五義』、鳥居久靖訳、平凡社〈中国古典文学大系 48〉、1970年、抄訳。巻末に詳細な資料、解説など。ISBN 978-4582312485
- 石玉崑『三俠五義』、上・下、光栄（現コーエー）、1994年、完訳・訳者名は未記載。1)ISBN 978-4877191283、2)ISBN 978-4877191290
- 滝口琳々 『北宋風雲伝』、全16巻完結、秋田書店、『プリンセスGOLD』（少女雑誌）、2000-2008年、 『三侠五義』を元にした漫画。

## 映像作品
映画
- 『七俠五義』（英題：King Cat、日本未公開）
1967年の香港映画。ショウ・ブラザーズ製作、邵逸夫プロデュース作品。
- 『広州殺人事件』（原題：九品芝麻官）
1994年の香港映画（オリジナルビデオ）。副題として「白面包青天」が付けられている。主人公の先祖が包拯ということになっている。
- 『剣客之恋』（原題：老鼠愛上貓）
2003年の香港映画。『三侠五義』や『七侠五義』をベースにした武侠アクション・ラブコメディ。主演はアンディ・ラウ、セシリア・チャン、アンソニー・ウォン。監督はゴードン・チャン。

テレビドラマ
zh:Category:包青天題材電視劇、en:Category:Fictional depictions of Bao Zheng in televisionも参照のこと。
- 『七侠五義』（原題：七俠五義人間道）
2011年に放送された中国のテレビドラマ。主演はアレックス・マン、チウ・マンチェク、コウ・ジェンハイ、ワン・トンフイ、シュー・チーウェン、トニー・リュウなど。監督はレイモンド・リー。日本では2013年にMAXAMよりDVDが発売された。